# Valère Morland
Pour les articles homonymes, voir Morland et Kab.
Alphonse Valère Morland, né le 10 mai 1844 aux Sables-d'Olonne et mort le 4 décembre 1916 dans le 10e arrondissement de Paris, est un peintre, illustrateur et caricaturiste français. Connu sous plusieurs pseudonymes, dont celui de Kab, il a réalisé de nombreux dessins pour la presse française des années 1860-1890.

## Biographie

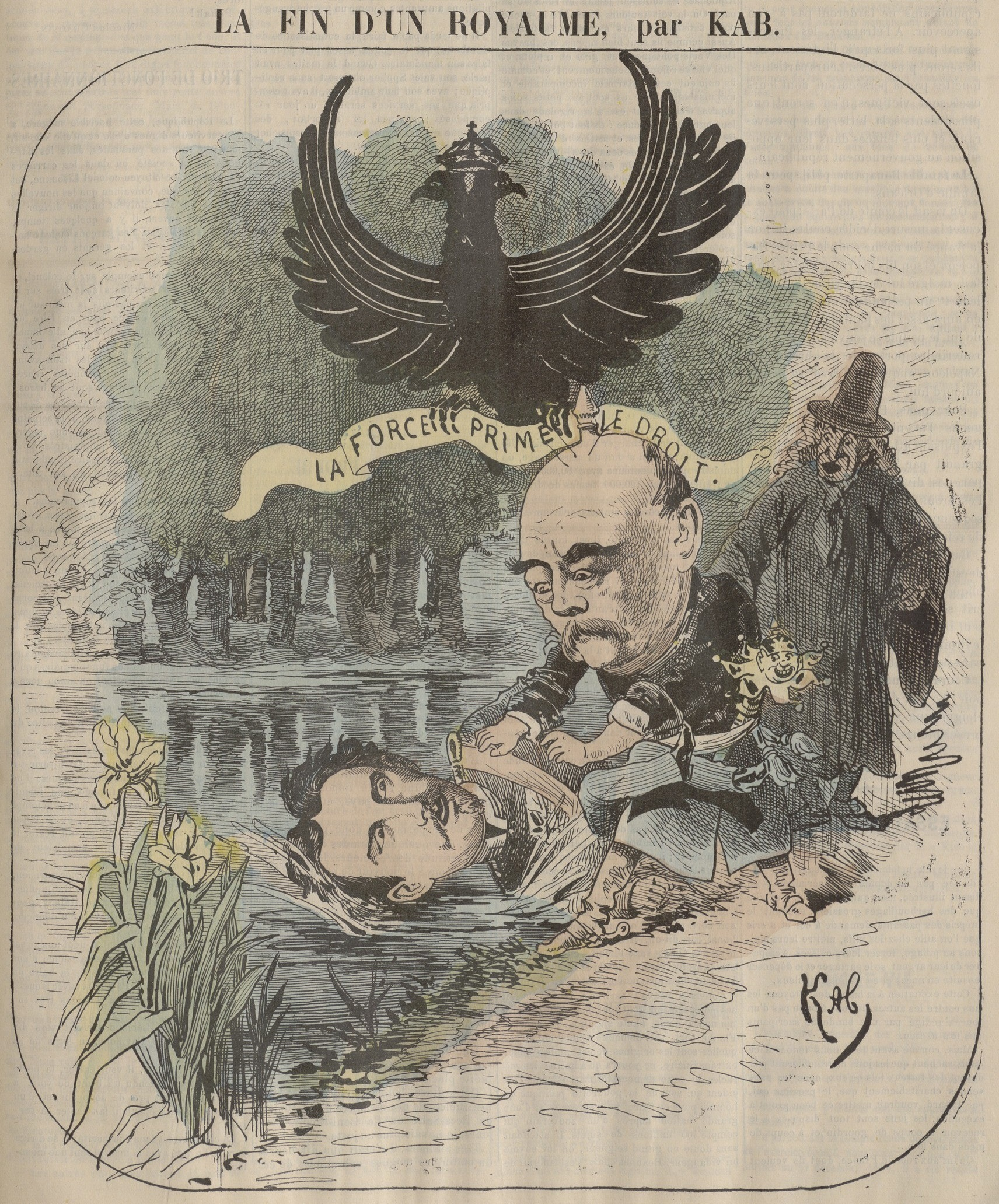
Caricature de Bismarck noyant Louis II de Bavière (La Jeune Garde, 27 juin 1886).

Né le 10 mai 1844 aux Sables-d'Olonne, rue de l'Hôtel-de-Ville, Alphonse-Valère Morland est le fils d'Eugénie-Françoise Chevé (1806-1886) et de Jean-Germain Morland, tailleur d'habits. Sa sœur aînée, Émilie-Délia Morland (1841-1903), épouse en 1864 l'employé de banque Charles Tronsens (1826-1900), connu comme dessinateur humoristique sous le pseudonyme de Carlo Gripp.
Auteur de peintures de paysages, exposées au Salon en 1870 (no 2041) et 1881 (no 1671 : Souvenir du Jura), ainsi que d'illustrations, Morland est surtout connu comme dessinateur humoristique et caricaturiste, signant ses dessins de son vrai nom ou de ses pseudonymes (Leroy, Valio, Kab et Momus).
Morland est un collaborateur du Monde illustré, qui publie en 1881 les scènes qu'il a croquées en Tunisie à l'occasion de la conquête française.
Morland meurt le 4 décembre 1916 à l'hôpital Lariboisière.

## Collaborations
- Le Charivari[4]
- La Caricature[4]
- La Comédie politique
- L'Eclipse[4]
- L'Esprit follet[4]
- Le Petit Figaro[8]
- La Fronde
- Frou-Frou[4]
- La Guêpe[4]
- L'Image[4]
- La Jeune Garde[9]
- Le Journal amusant[4]
- Le Journal illustré[10]
- La Lune[4]
- Le Monde comique[4]
- Le Monde illustré
- Paris-Comique (suite de L'Image)[4]
- Le Petit Journal comique[11]
- Le Pilori
- Le Sifflet[4]
- La Silhouette
- Le Succès illustré[4]
- Tout-Paris[4]
- Le Triboulet[4]
- La Vie de la Bourse[12]